# Vulgrí I d'Angulema
Vulgrí I, que va viure al segle ix, fou el primer comte hereditari de l'Angoumois o comtat d'Angulema de 866 a la seva mort, el 886. Aquest comtat va restar en la seva descendència durant prop de 450 anys.
Era el fill de Vulfard, comte de Flavigny, i de Susana, filla de Bigó de París i de Tolosa. El seu germà Hilduí fou abat de Basílica de Saint-Denis de 814 a 840.
Encara que estranger al país, Vulgrí fou col·locat el 866 al capdavant dels comtats d'Angulema, de Périgord i d'Agen per Carles II el Calb. S'hi va quedar fins a 886, data de la seva mort. Havia estat designat, segons la Crònica d'Adémar de Chabannes, per remeiar els desordres locals i contenir els normands. Des de 868, va fer reconstruir les muralles d'Angulema.
Es va casar amb Regelinda, germana de Guillem de Tolosa, filla de Bernat de Septimània i de la seva esposa Duoda. Fou el darrer exemple en què la voluntat reial imposava un administrador a una regió; va transmetre els seus títols i els béns que se'n derivaven, als seus fills.
Va tenir almenys dos fills: 
- Alduí o Hilduí comte d'Angulema (886- 916)
- Guillem, comte de Périgord (886-920).

i una filla:
- Senegunda,[2] esposa del vescomte Ramnul o Ramnulf, d'origen franc, instal·lat al castell de Marcillac pel seu sogre el comte Vulgrí.

Aquesta branca major es va extingir cap al 975.